# 1%支援制度
1%支援制度（いちパーセントしえんせいど）とは、地方自治体の市民が納税した税金のうち、その1%を、市民が任意に選択する、その地域で活動する市民のためのボランティア団体やNPOの活動資金として振り向け、その活動を資金面から支援する仕組みであり、市民参加型予算の一つの形態である。これに類似する制度は、日本以外の国では、地方自治体の枠を超え、国の制度とした「パーセント法：Percentage Law」、「1% Law」や「パーセント条例」などとも呼ばれ、NGOへの支援もされている。

## 概要
日本では、1%支援制度を条例に基づく地方自治体の制度として採用することが多いが、日本以外の国では、法律で定める国レベルの制度である場合もある。納税額の中から振り向けるか、振り向けないかは市民が任意に選択できること、納税額が増えることはないこと、振り向け作業や事務的手続きは自治体が行政執行の一部として行うこと、市民の意志は毎年新たな申請手続きを経て行われるなどが特徴である。自治体は活動する団体などの活動内容を広報やホームページなどで公表し、市民がそれぞれを評価し、納税額の中から1%を振り向けることを選択制度として行政に依頼するという形式をとる。
言いかえれば、市民は納税額を増やすことなく、任意に納税額の1%をそれらの団体に寄付をする事となる。また、日本においては基本の理念は同じであっても条例であり、自治体毎に多少の違いがある。さらに、1%は基本的な概念としての数値であって支援の割合を2%やそれ以外の値としている国や自治体もあり得る。

## 歴史
1996年にハンガリーで「パーセント法」として成立した。その後スロバキア、リトアニア、ポーランドでも成立し、2003年12月にはルーマニアでも成立している。2004年1月に笹川平和財団が助成したハンガリーでNIOK（Nonprofit Information and Training Center）が開催したパーセント法をテーマとした会議が開かれた。
日本の事例
- 千葉県市川市が2005年（平成17年）4月から日本初として1%支援制度を採用していたが、制度が複雑で参加する市民が少ないことなどから、平成27年度で終了した。市川市の採用のきっかけはハンガリーのパーセント法が紹介された2002年10月のNHKスペシャルを聞いた当時の市長千葉光行に始まる[5]。平成28年度から、「いちかわ市民活動サポート制度」（いちサポ）を開始している。

- 愛知県一宮市では、2008年（平成20年）6月から[6]「市民が選ぶ市民活動支援制度」として、1%支援制度を導入してきたが、令和2年度実施事業分で終了することとなった。

- 千葉県八千代市では、2009年（平成21年）4月から[7]「市民活動団体支援金交付制度」して、1%支援制度に取り組んでいる。
- 北海道恵庭市、岩手県奥州市、大阪府和泉市、大分県大分市など、その他の自治体も関心を寄せている[8]。

## 施行例
この支援制度は日本では条例、日本以外の国では法律によって施行されており、自治体毎や国毎に制度の呼称と仕組みに多少の違いがある。仕組みの違いは行政の事務手続きや作業のコストの違いとなって反映される。

### 施行例その1
（下記の例は2009年10月時点のもの）

市川市と八千代市では市民個人の市民税額のなかから1%が支援資金として振り向けられる。ただし、その年毎に市民からの支援累積総額は一つの団体の年間活動事業資金の50%を上限とし支援する。この場合、市民が支援する金額は納税額の1%であり、納税額に比例したものとなる。支援を受けたい団体は市に必要支援額をあらかじめ申請し、2009年（平成21年）度の例では130の団体に市民12,787人が総額約16,000,000円を支援している。また市川市では2007年（平成19年）度から地域のポイントサービスも納税に替わり振り向けられ、市川市民でなくとも支援制度に参加する事が出来るものとし、支援する団体数も1団体から3団体までと広げ、1%をさらに3分割して支援できるとした制度の改定を行った。

### 施行例その2
（下記の例は2009年10月時点のもの）

一宮市の2009年（平成21年）度は18歳以上の全ての個人市民税額の年度総合計額を18歳以上の市民の総数で除し、その相加平均の金額の1/100を市民一人当たり定額とした支援をしている。支援をするか、しないかは市民が選択する事に変わりはない。一宮市では「市民活動支援制度」と名付け1%を支援している。

## 問題の事例
- 2011年4月8日、市川市の条例は支援対象を政治的活動を行わない団体と定めているが、地方参政権獲得運動を行った在日本大韓民国民団千葉県市川支部に2009年度の支援金交付は違法と千葉地裁は市民の訴えを認め、職員に注意喚起を怠ったとして元市長に約27万5000円の請求を求めた[12]。